# 플레이스테이션 포터블
플레이스테이션 포터블(영어: PlayStation Portable, 줄여서 PSP)은 소니 컴퓨터 엔터테인먼트에서 만든 휴대용 게임기이다.
E3 2003에서 개발 버전 콘솔을 공개하였으며, 2004년 12월 24일 일본에서 처음 출시하였다. 뒤이어 북미에는 2005년 3월 24일에 출시하였다.
소니 컴퓨터 엔터테인먼트에서는 멀티미디어를 수용 가능한 "21세기의 워크맨"으로 삼았다. 2002년 11월에 아날로그 스틱이 없는 형태로 이루어진 PSP의 첫 번째 컨셉을 소니 전략 회의에서 드러내었다.

## 제품

### PSP-1005

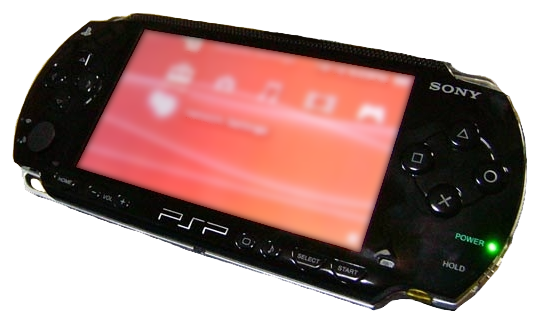
구형 플레이스테이션 포터블

플레이스테이션 포터블은 32메가바이트의 메모리 스틱 듀오를 포함하는 밸류팩(Value Pack)과 1기가바이트 메모리 스틱 프로 듀오를 포함하는 기가팩(Giga Pack), 최소한의 액세서리로 구성된 베이스모델(Base Model)의 패키지로 판매하고 있다. 베이스모델과 밸류팩은 일본에서 2004년 12월 12일에 발매하였으며, 본체와 배터리(1800mAh), AC 충전용 전원 어댑터로 이루어져 있다.
2005년 5월 2일 대한민국에 발매한 밸류팩은 본체와 32메가바이트 메모리 스틱 듀오, AC 전원 어댑터, 리모콘 부착 이어폰, 파우치, 핸드스트랩, 배터리, PSP용 네스팟 접속 UMD(한국전용)가 들어 있다.
화이트팩은 세라믹 화이트 색상의 밸류팩으로서 대한민국에서는 2005년 12월 8일에 발매하였으며, 밸류팩과 동일한 구성이며 본체와 소프트케이스의 색상은 흰색이다.
기가팩은 2005년 11월 17일에 대한민국에 발매하였고 내용물은 밸류팩 내용물 외에 1기가바이트 메모리 스틱 듀오, USB 케이블, 스탠드가 들어 있으며 32MB의 메모리 스틱과 핸드스트랩은 동봉하지 않는다. 2005년 10월 31일 일본에서 처음 발매하였고 2005년 11월 3일 북미, 2005년 11월 17일에 유럽과 대한민국에 발매하였다.
베이스팩은 2006년 5월 25일에 대한민국에 발매하였고, 내용물은 본체, 배터리, AC 전원 어댑터로 구성한다.

### PSP-2005

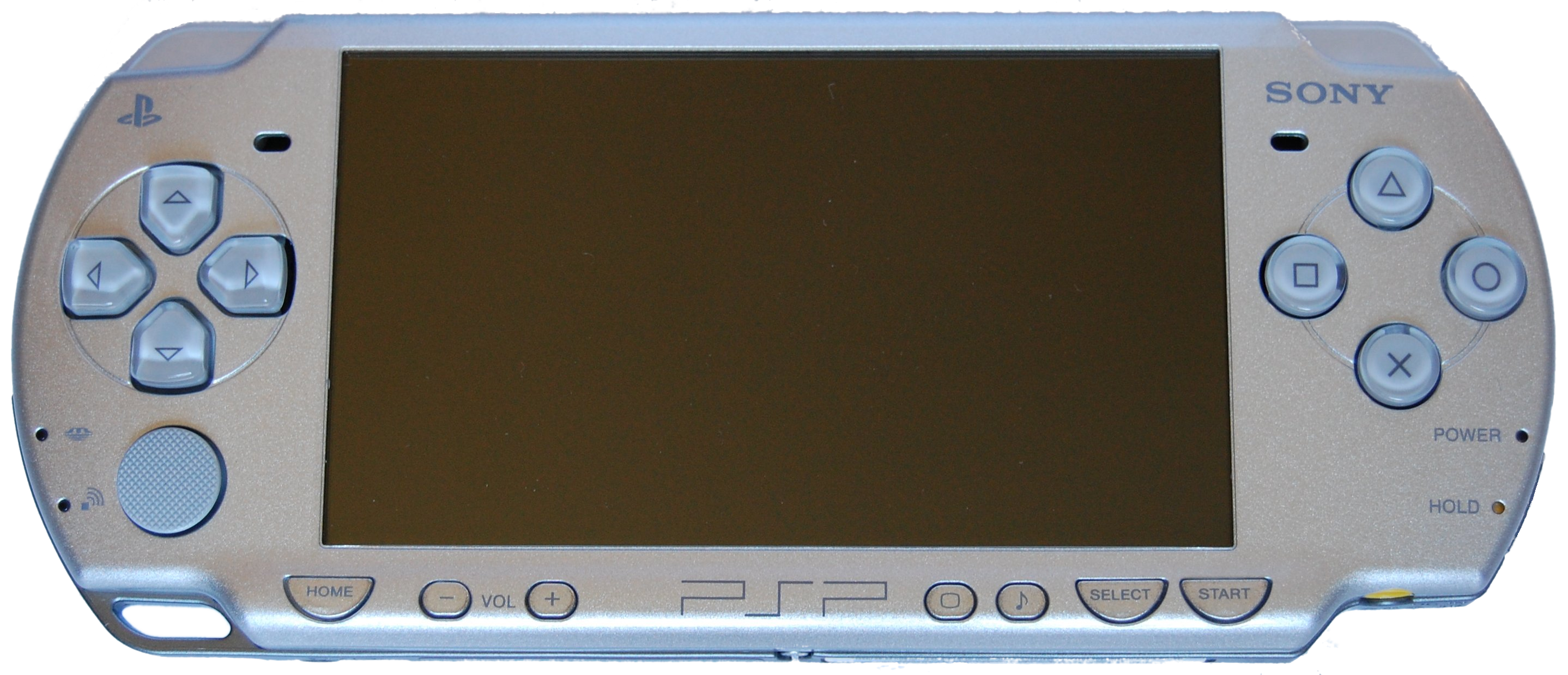
신형 플레이스테이션 포터블

2007년 9월 7일에는 신형 플레이스테이션 포터블(모델명 PSP-2005)이 대한민국에 발매하였다, 이는 홍콩의 2007년 8월 30일, 북미의 2007년 9월 5일에 이어 세계에서 세 번째로 발매하는 것이며, 일본 발매일인 9월 20일보다 2주 빠르다. 내용물은 본체, 배터리(1200mAh), AC 어댑터이다. 피아노 블랙, 세라믹 화이트, 아이스 실버의 3색이 발매하였으며, 10월에는 로즈 핑크, 라벤더 퍼플, 페르시아 블루가 추가 발매하였다.
신형 플레이스테이션 포터블의 특징은 아래와 같다.
- 기존형보다 얇아졌고 그립감이 달라졌다.
- 1005번대에 비해서 무게가 대폭 줄어들었다.
- 본체 표면의 질감이 달라졌다.
- 스피커의 위치가 기존의 화면 아래쪽에서 위쪽으로 이동
- 전원소모량 감소 및 배터리의 용량 감소(결과적으로 동작시간은 구형 플레이스테이션 포터블과 같다)
- 전용 리모컨 변경
- USB 데이터케이블을 통해 충전 가능케 하였으나 충전과 동시에 사용은 불능
- TV 출력 (TV-OUT) 가능
- 메모리스틱듀오 삽입구의 개선
- UMD 삽입 트레이의 개선

그 외에 신형 기기에만 통하는 펌웨어 업데이트도 있다. 시스템 소프트웨어 버전 3.90에서 업데이트된 스카이프 지원 기능이 대표적이다.

### PSP-3005
2008년 8월 20일(현지시간) 독일 게임 컨벤션에서 두 번째 신형 플레이스테이션 포터블의 출시를 발표하였다.
- 본체 표면 디자인 변경
- Home 버튼의 프린트 변경(플레이스테이션 로고로 바뀌었다)
- 마이크 내장
- 개선된 LCD(선명도 향상)
- 커뮤니케이션 장비로의 활용
- 메신저 기능 포함(Skype)
- 10월 15일 유럽지역에 199유로로 발매.
- 보안 강화(기판 구조 변경) - 배터리 EEPROM(Electrically Erasable Programmable Read-Only Memory)를 통한 서비스 모드 접근 차단
- TV출력 인터페이스도 지원 (AV, S, D, 컴포넌트 케이블 대응)

발표전 터치 스크린이 추가될 거라는 소문도 있었으나 그 예상은 빗나갔다.

### PSP Go
2009년 2월 미국 로스앤젤레스에서 열린 국제 게임전시회 'E3'에 참가한 소니는 행사 개막에 앞서 신형 PSP 'PSP Go'를 발표했다.
신형 PSP는 2009년 10월 1일에 전 세계 동시 출시하였다.
- 슬라이드 방식을 채택하였다.
- UMD 드라이브를 제거하고 게임을 다운로드하여 즐기도록 바꾸었다.
- 플래시 메모리(메모리 스틱 마이크로 M2)를 사용한다.
- 블루투스를 지원한다.(듀얼쇼크3 및 각종 블루투스기기 연동가능)
- 기본 메모리로 16GB의 시스템 스토리지가 존재한다.
- USB 단자가 mini-B단자에서 고유 단자형태로 바뀌었다. 전원 충전단자와 tv-out, 그리고 USB 단자가 동일하다.

기존의 1005, 2005, 3005에서 사용하던 주변장비(AV 케이블, USB케이블, DMB 튜너, 카메라, GPS 등)은 psp go 전용 컨버터를 사용하여 호환된다.(전용 컨버터는 액세서리로 별도구매)

### PSP Street (PSP E-1000)
2011년 8월 17일 게임즈콘에서 여러 PS Vita 타이틀과 함께 유럽한정 염가판 PSP가 발표되었다.

- 기존 스테레오 스피커를 모노 스피커로 변경
- 제품 하단부의 액정밝기 버튼과 볼륨 버튼이 사라지고 터치방식으로 대체 및 나머지 기능 키는 제거
- 무선랜 (Wi-Fi) 제거
- 뒷면의 디자인 변경

나머지는 기존의 PSP 모델과 동일하다.

## 기능

### 게임
PSP의 입력은 동영상이나 음악보다는 게임에 특화하여 제작하였다. 우측에는 플레이스테이션의 상징인 4가지 아이콘의 버튼이 있으며, 좌측에는 4방향 버튼이 있고, 그 아래에는 아날로그 패드가 있다. 본체의 왼쪽 뒤와 오른쪽 뒤에는 트리거 버튼이 하나씩 있다. 화면 아래에는 보조 버튼이 있어 볼륨 조절 및 화면 밝기를 조절하거나 시스템 메뉴를 부를 수 있으며, 게임용 셀렉트/스타트 버튼이 있다. 아날로그 패드는 게임 콘솔의 아날로그 스틱과 비슷하게 사용되나 움직임은 스틱과는 다르게 표면에서 미끄러지는 형태로 설계되어 있다. PSP용 게임의 3D 품질은 일반적으로 플레이스테이션1보다 좋고 플레이스테이션2보다는 떨어진다.

### UMD 영화
UMD(Universal Media Disk)의 충분한 용량(1.8 기가바이트)과 PSP의 넓은 화면으로 PSP는 훌륭한 영화 재생 능력을 보여준다. 현재 UMD 영화를 출시하거나 출시할 계획이 있는 배급사는 월트 디즈니 컴패니, 워너브라더스 픽쳐스, 20세기 폭스, 라이온 게이트 엔터테인먼트, 소니 픽쳐스, 뉴 라인 시네마, 파라마운트 픽쳐스, 앤처 베이 엔터테인먼트등이 있다. 애니메이션쪽에는 반다이, 제네온, 펀이메이션, 비즈 미디어에서 《사무라이 참프루》, 《트라이건》, 《건그레이브》 등의 애니메이션 시리즈를 발매할 계획이 있으며, 극장판이나 OVA로 《건담 윙: 엔드리스 왈츠》, 《오! 나의 여신님 극장판》, 《공각기동대》가 발매될 예정이 있다. 2005년 6월 22일의 소니의 발표에 따르면, 영화 《연인》과 《레지던트 이블 2》의 UMD가 각각 10만 장 이상의 매상을 올렸다고 한다.

### 동영상과 음악
PSP는 다음과 같은 코덱을 지원한다.
- 오디오
  - MP3
  - ATRAC3
  - WMA (펌웨어 2.6 필요)
  - WAV (리니어 PCM)
  - MP4 (컨테이너 포맷)
    - AAC

- 비디오
  - MPEG-4
    - MPEG-4 Part 2
    - MPEG-4 Part 10(AVC, 기술적으로 H.264와 동일)

- 이미지
  - JPEG
  - GIF
  - BMP
  - TIFF
  - PNG

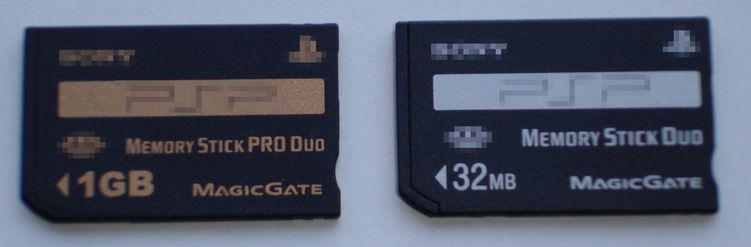
메모리스틱 듀오(왼쪽 사진은 입출력 속도가 더 강화된 메모리스틱 프로 듀오)

PSP는 UMD 디스크나 메모리 스틱에 저장된 그림, 동영상, 오디오를 출력할 수 있는 기능을 가지고 있다. 오디오는 MP3 포맷과 소니의 독자적인 포맷인 ATRAC3 플러스를 지원하며, 동영상은 MPEG-4 Part 2를 지원하며, 펌웨어 버전 2.00 이후로는 메모리 스틱에 AVC 형식의 비디오를 저장하여 재생할 수 있다. 메모리 스틱에 저장된 MPEG-4 Part 2 동영상 파일은 /MP_ROOT/100MNV01 디렉터리에 저장되어야 하며, 파일명은 M4V#####.MP4 (#는 임의의 숫자)의 형식을 따라야 한다. AVC 형식으로 저장된 동영상 파일은 /MP_ROOT/100ANV01 디렉터리에 저장되어야 하며, 파일명은 MAQ#####.MP4의 형식을 따라야 한다. (펌웨어 2.8 버전에서부터는 AVC와 MPEG-4 Part 2 파일에 상관없이 /video 디렉터리에 저장해도 된다.) 동영상 파일의 저장시에는, 같은 디렉터리에 미리보기 이미지로 .THM 확장자의 160x120 픽셀 JPEG 파일을 저장하여 볼 수 있다. 메모리 스틱에 저장된 동영상의 해상도는 가로세로의 곱이 76800 픽셀을 넘지 못하며, 이는 368x208또는 320x240, 480x160 등의 해상도에 해당한다.
메모리 스틱에 저장할 동영상을 만들기 위한 소프트웨어로는 소니에서 판매하는 "이미지 컨버터 2"가 있다. 이미지 컨버터 2 플러스로 무료 업그레이드가 가능하며, AVC코덱을 사용하는 320x240 픽셀 해상도의 동영상을 만들 수 있다. 다른 프로그램으로는 Media Boss for PSP, PSP Movie Creator, PSP Video Express, Xcopy9, PSPWare, iPSP, Mobile Media Maker, PSP Video 9, 3GP Converter 등이 있으며, 오픈소스인 FFmpeg등의 프로그램으로 동영상 파일을 PSP용으로 변환할 수 있다. 루리웹과 같은 게임 사이트들에서는 게임 동영상을 PSP용으로 변환하여 제공하기도 하며, 영화의 트레일러가 PSP 형식의 동영상으로 제공되기도 한다.
PSP는 메모리 스틱에서 동영상을 재생할 때 자막 기능을 제공하지 않는다. 따라서, 메모리 스틱에 동영상과 자막을 저장할 때에는 동영상 자체에 미리 자막을 합성하여 저장하는 방식을 사용한다.
펌웨어 버전 2.50에서는 LocationFree 플레이어가 추가되었다. 이 기능은 소니에서 발매한 LocationFree base station과 연동하여 PSP에서 TV나 VHS 비디오, DVD를 볼 수 있도록 해 준다. LocationFree base station과의 연동은 무선이나 인터넷을 통하여 가능하다. 펌웨어 2.60에서는 RSS 오디오 스트리밍 (팟캐스트)이 추가되었다.

### 지상파 DMB
PSP-3005 발매와 동시에 지상파 DMB튜너를 통한 DMB 시청이 가능해졌다.
시청이 가능한 기종은 PSP-2005와 PSP-3005이며, 별도의 DMB 튜너(PSPAS-D200KR)를 달아야 된다.
중국, 대한민국, 베트남, 필리핀, 독일, 이탈리아, 프랑스, 그리스 등을 포함한 나라에서 발매된 기종도 별도의 불법적인 조작없이 시청이 가능하나, 튜너의 성능과 사후처리는 SCEK에서 보장하지 않는다.

### GPS
중국, 대한민국, 베트남, 필리핀, 독일, 이탈리아, 프랑스, 그리스 등에서는 지원하지 않으며, 중국, 대한민국, 베트남, 필리핀, 독일, 이탈리아, 프랑스, 그리스 등이 아닌 나라에서는 GPS장비를 발매하여 PSP를 내비게이션으로 사용할 수 있다.

### 카메라
중국, 대한민국, 베트남, 필리핀, 독일, 이탈리아, 프랑스, 그리스 등에서는 정식 발매하지 않았으나, 영국에서 발매되었던 PSP-300이나 미국에서 발매된 Go! Cam을 달면 중국, 대한민국, 베트남, 필리핀, 독일, 이탈리아, 프랑스, 그리스 등에서도 사용할 수 있고, 펌웨어 3.00 이상부터는 XMB의 사진 메뉴 - 카메라를 통해서 사용할 수 있으며, 사진 촬영 및 동영상 촬영을 지원하며, 포함된 UMD 소프트를 통해서 사진과 동영상을 편집할 수 있다.
동영상의 저장 포맷은 Motion AVI로 PSP에서 읽을 수 있는 AVI 포맷이다.
화소는 약131만 화소로 사진크기는 1280x960을 지원한다.
밝기가 밝은 곳에서는 선명하게 찍히지만 어두운 곳에서는 거의 잘 안 좋게 찍히는 게 단점이다.
또, 접사모드가 있어서 가까이 찍을 때 유용하며,
131만 화소에서 핸드폰 카메라보다 월등한 화질을 보여준다.
사용자에 말에 따르면 사진보다 동영상이 더 화질이 좋게 찍힌다고 한다.

### Skype
이 기능의 정식 지원은 PSP-2005부터이다. 인터넷 전화인 Skype를 통해 다른 지역의 사람과 전화를 할 수 있다. PSP-2005에는 SOCOM용 헤드셋, 토크맨 마이크, PSP 카메라를 달아야 상대방에게 메시지를 전달할 수 있다. PSP-3005는 기본 마이크가 내장되어 있어서 추가 장비 없이도 전화를 걸 수 있다. 일부 통화를 위해서는 돈을 내고 통화금액을 선지불해야 한다.

### PS1 에뮬레이터
PS Store를 통해서, PS1의 게임을 다운받아 플레이할 수 있다. CPU클럭은 333Mhz에 고정되며, 펌웨어에 따라 구동이 잘 되는 소프트와 안되는 소프트가 있다. 일본의 PS Store에서도 다운받아 플레이할 수 있다. 공식지원은 3.00 펌웨어부터이나, 최신 펌웨어가 아니면 PS Store에서 PS1 게임을 구매할 수 없다.

### PS3와 연동
소니의 가정용 게임기인 플레이스테이션 3와 연동이 가능하다. 플레이스테이션 3가 켜져 있다면, 바깥에서 1000, 2000, 3000 시리즈는 Wi-Fi로, GO 시리즈는 블루투스 통신이 가능한 범위 내에서 플레이스테이션 3를 PSP를 통해 원격 조종할 수 있다. 게임은 일부 플레이 가능하고, PS3의 음악, 동영상, 사진을 감상할 수 있다.

## 사양

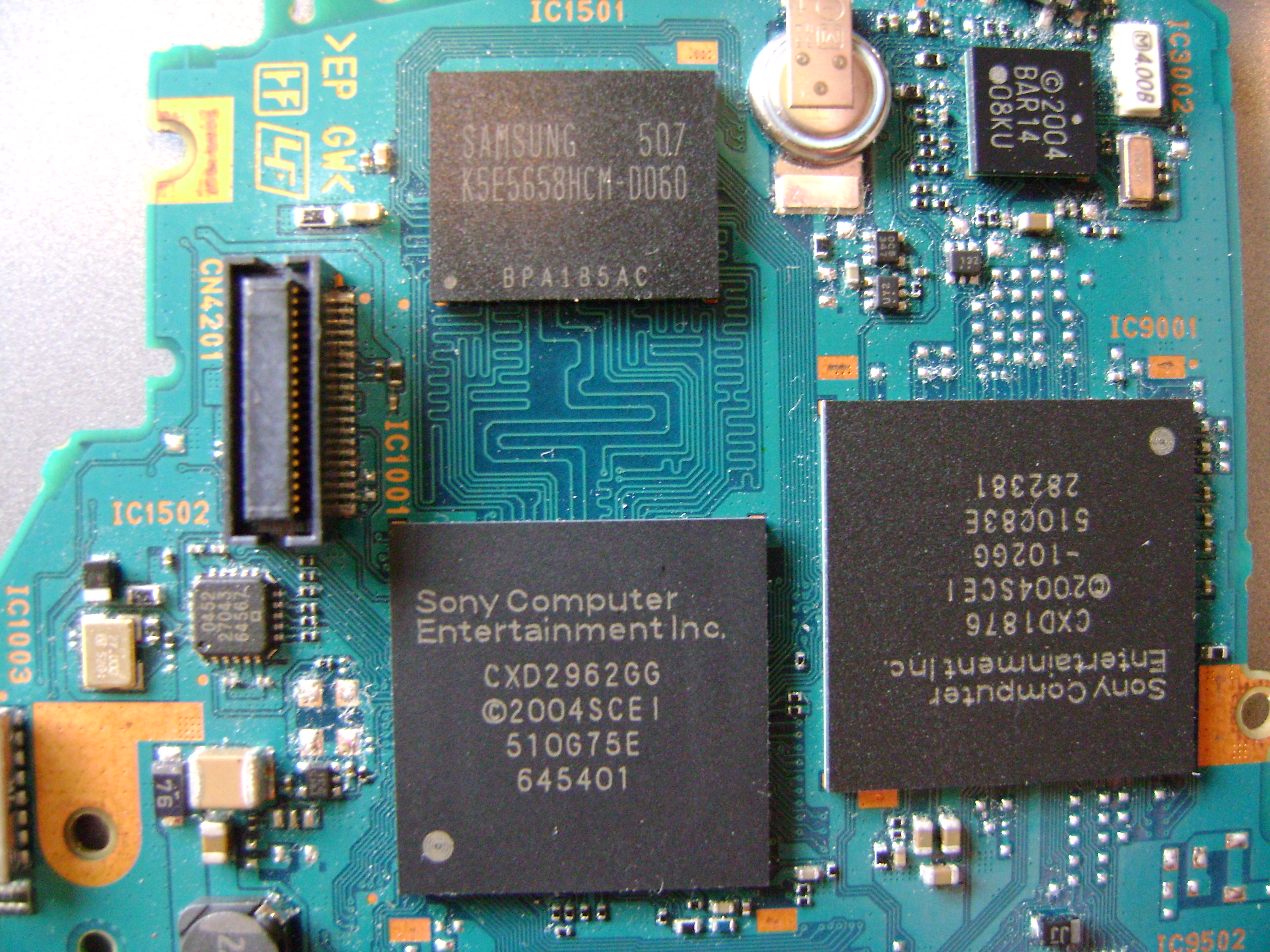
CPU, PSP 미디어 엔진, 시스템 소프트웨어를 위한 NAND 플래시 (TA-079)

### 일반
크기는 구형의 경우 가로 길이 170밀리미터, 세로 길이 74밀리미터, 높이 23밀리미터이며, 신형은 가로 길이 169.4밀리미터, 세로 길이 71.4밀리미터, 높이 18.6밀리미터이다. 무게는 충전식 배터리를 포함하여 구형은 280그램, 신형은 189그램이다. PSP의 가장 큰 장점인 화면은 4.3인치(110 밀리미터)의 16:9 비율 TFT LCD를 사용하고 있으며, 480x272 해상도에 1천677백만 색상을 표현할 수 있다.
PSP의 CPU는 128비트 MIPS32R2 아키텍처를 사용한 MIPS4KE 또는 24KE 시리즈이며, 1~333MHz의 속도로 동작하는 두 개의 코어로 구성되어 있다. CPU의 속도는 222MHz로 일부 제한이 되어 있는데, 이는 배터리 사용 시간을 늘리기 위한 것으로 여겨지고 있다. 다른 견해에서는, 이 일부 제한은 CPU의 발열 문제로 인한 일부 제한이라고 이야기되고 있다. 속도 일부 제약은 각각의 게임 소프트웨어에서 수행하는 것으로, 일반적으로 알려진 것처럼 펌웨어에서 일부 제한하는 것은 아니다. 펌웨어 버전 3.30 이상을 필요로 하는 게임 중 일부는 CPU 속도를 333MHz로 동작시킬 수 있게 되었다. 주 CPU 코어는 전통적인 게임 처리 기능을 수행하며, 부 CPU 코어는 H.264 디코딩과 같은 멀티미디어 디코딩을 수행하여 가상 미디어 엔진("Virtual Media Engine")이라고 불리기도 한다.
메모리는 32 메가바이트의 주 메모리와 4 메가바이트의 임베디드 DRAM을 가지고 있다. CPU에는 MMU가 없으며, 현재까지 TLB도 없는 것으로 알려져 있다. TLB 기반 MMU를 관리하는 코프로세서 0은 소니에서 만든 것으로 추정되며 내장 메모리가 없다.
PSP-2005부터는 주 메모리가 64 메가바이트이다.
그래픽 칩의 사양은 초당 3천3백만개의 플랫 셰이딩 폴리곤을 렌더링할 수 있으며, 필레이트(fill rate)는 초당 6억6천4백만 픽셀이다. 166MHz로 동작하는 90나노미터 공정의 그래픽 칩은 2 메가바이트의 임베디드 메모리를 가지고 있으며, 512비트 인터페이스를 통하여 폴리곤 렌더링, NURBS 렌더링, 방향성 빛, 클리핑, 환경 매핑과 텍스처 매핑, 텍스처 압축, 테셀레이션, 안개, 알파 블렌딩, Z버퍼 테스트와 스텐실 버퍼, 모핑을 위한 버텍스 블렌딩, 디더링을 16/32비트 컬러에서 처리하여 화상을 출력해 낸다.

### 배터리

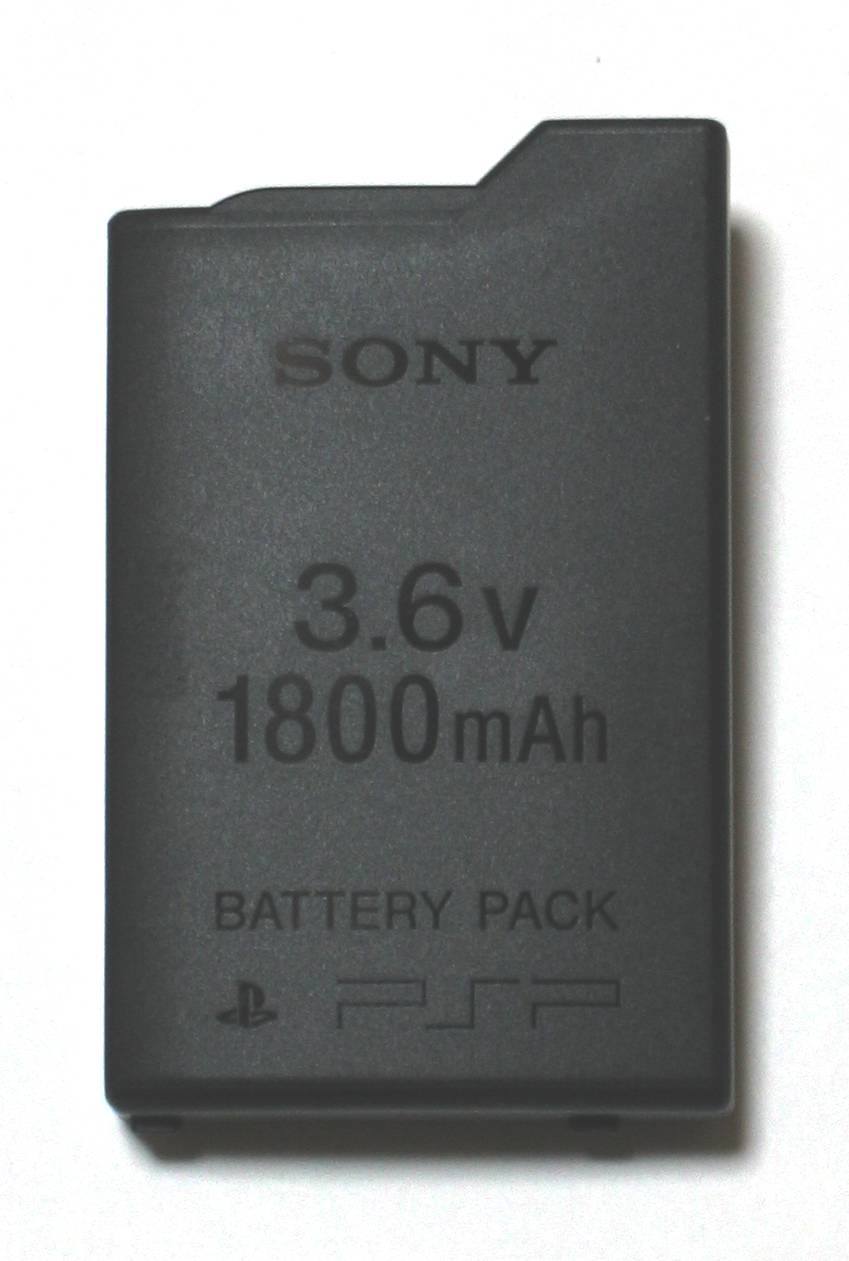
1800mAh 배터리

PSP는 리튬-이온 충전 배터리를 사용한다. 설명서에 따르면 배터리의 지속시간은 화면 밝기와 소리 크기에 따라 3~6시간 동안 즐길 수 있다. 배터리의 지속시간은 게임에 따라 많은 차이를 보인다. 복잡한 그래픽 기술을 사용하고 UMD를 자주 사용하는 《Grand Theft Auto: Liberty City Stories》와 같은 게임보다 《루미네스》와 같이 기술적으로 간단한 게임에서 더 오랜 시간 배터리를 쓸 수 있다. 배터리 사용 시간은 제품의 신버전에 따라 길어질 것이며, 현재 PSP의 CPU가 사용하는 90나노미터 공정에서 65나노미터와 45나노미터 공정으로 기술이 발전하면 배터리의 지속시간도 길어질 것이다.
실제 테스트에 의하면, PSP용 레이싱 게임인 릿지 레이서의 경우 화면 밝기와 소리 크기에 따라 3시간 반에서 6시간이 약간 안되는 지속시간을 보여 주고 있으며, 다른 테스트에서는 와이파이 네트워크 플레이를 사용하는 경우 2시간 45분 정도의 지속시간을 보여주었다. PSP는 메모리스틱의 MP3를 재생하는 경우에는 약 10시간 동안 사용이 가능하며, AVC 동영상의 경우 5시간 정도가 가능하다.
PSP의 배터리는 사용자가 직접 교체가 가능하며, 소니에서는 추가 배터리를 49,000원(대한민국의 경우)에 판매하고 있으며, 분리된 배터리에 사용할 수 있는 고속 충전기는 36,000원(대한민국)에 판매되고 있다. 또한, 서드파티에서는 PSP용으로 표준 배터리보다 두 배 이상의 용량을 갖고 있는 배터리를 판매하고 있다.
PSP와 함께 제공되는 전원 어댑터는 100V~240V의 전압을 지원하는 프리볼트이기 때문에 적절한 전원 플러그만 있으면 어느 나라에서나 충전이 가능하다. 전원 어댑터는 트럼프 카드 한 세트 정도의 크기이며, 일반적인 8자형 케이블을 사용하고 있다. 서드파티에서는 USB를 이용하여 개인용 컴퓨터에서 PSP를 충전할 수 있는 케이블이나 AA 건전지를 이용하여 사용할 수 있는 충전기들을 제공하고 있다.
소니에서 제공하는 정식 배터리의 용량은 PSP-1005는 1800mAh, PSP-2005, PSP-3005는 1200mAh, PSP GO는 930mAh이나, 사용시간은 비슷하다.
PSP-2005에 PSP-1005의 1800mAh의 배터리를 장착하는 경우, 사용시간이 증가하며, PSP-3005는 PSP-2005에 비해 20분 정도 사용시간이 짧다. 이유는 3005에서 LCD가 변경되었기 때문이다. 소니에서 제공하는 정식 배터리의 최대 용량은 2200mAh이다.

### 지역코드
PSP는 UMD 영화에 대해서는 지역코드를 지원하고, 게임에 대해서는 지역코드를 적용하지 않기 때문에 UMD 영화는 해당 지역의 PSP용으로 생산된 제품만 사용이 가능하며, 게임의 경우는 지역에 관계없이 사용할 수 있다. 게임에 대한 지역코드는 기술적으로는 기능이 들어있지만, 소니에서는 PSP게임을 지역을 일부 제한하여 출시하는 것을 금지하고 있다.
UMD 영화의 지역코드는 제작사에서 자율적으로 지역코드를 적용하도록 되어 있으며, 지역코드를 일부 제한하지 않는 리전프리 UMD 영화는 모든 지역의 PSP에서 사용이 가능하다. UMD의 지역코드는 DVD의 지역코드와 동일하다. 대한민국에서 발매된 UMD 영화 중에는 《히스토리 오브 보아》가 리전프리이다.
UMD 게임은 모두 리전프리이기 때문에 지역에 관계없이 사용이 가능하다. 그러나, 동일한 게임이라도 다른 지역용으로 생산된 게임의 경우에는 세이브 파일이 일반적으로 호환되지 않으며, PSP의 무선통신 기능을 이용한 네트워크 플레이도 일반적으로 호환되지 않는다.

## 펌웨어와 사제 프로그램

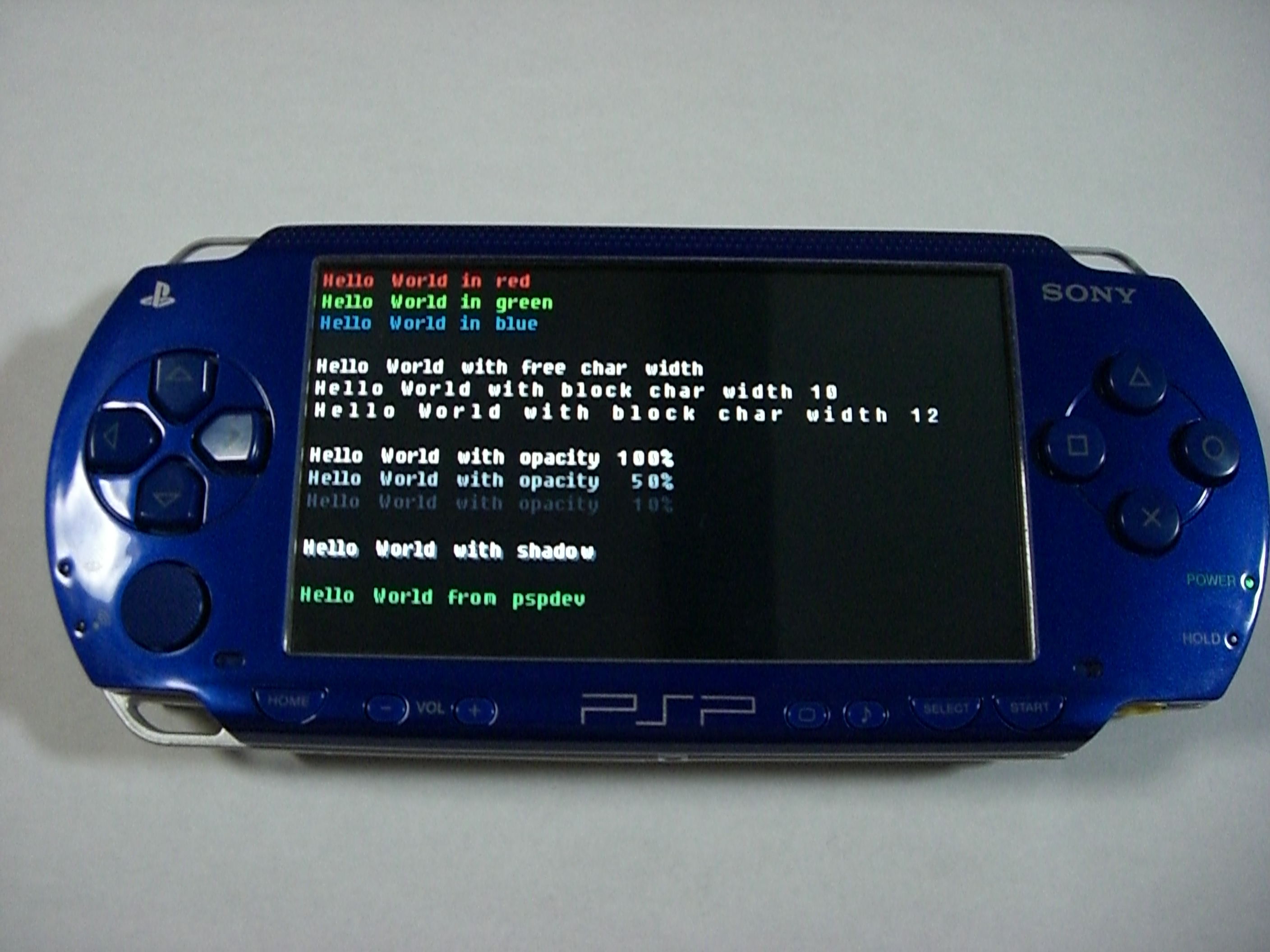
홈브류

펌웨어 1.00을 사용하는 초기의 PSP는 서명되지 않은 프로그램을 실행할 수 있었다. 따라서, 소니를 통해 공식적으로 배포되지 않고 개인적으로 제작한 프로그램도 PSP에서 실행이 가능했다. 1.50 버전의 펌웨어에서는 버퍼 오버플로우 버그를 이용하여 서명되지 않은 프로그램을 실행할 수 있다. 1.00과 1.50 버전의 펌웨어 용으로 제작된 사제 프로그램으로서 게임보이, 게임보이 어드밴스, NES, 네오지오 CD, PC 엔진, 세가 제너시스, SNES와 같은 게임기의 게임을 실행할 수 있는 에뮬레이터들이 만들어졌으며, 간단한 게임과 계산기 등의 툴도 만들어졌다. 또한, UMD 디스크에서 추출한 ISO 이미지를 메모리스틱에 복사하여 UMD가 없어도 게임이 실행이 가능한 UMD 에뮬레이터가 개발되어 PSP 게임의 불법복제가 가능해졌다. 《번아웃 레전드》의 경우에는 게임의 발매 이전에 게임의 이미지가 유출되어, 발매하기 한 주 전부터 게임을 불법적으로 플레이하는 사람이 나오기도 했다.
소니에서는 이에 대응하여 소니에서 인증한 프로그램만을 실행가능하도록 펌웨어를 지속적으로 업데이트하고 있다. 2.00 버전의 펌웨어에서는 인증되지 않은 프로그램이 커널 모드를 사용할 수 없도록 업데이트되었다. 이 때문에 펌웨어 2.00 버전에서 실행한 사제 프로그램은 커널 모드로 진입할 수 없어 UMD 에뮬레이터가 불가능해졌다. 그러나, 2.00버전에서는 버그가 존재하여 1.50 버전의 펌웨어를 설치하는 것이 가능하였다. 이 버그는 2.01 버전에서 수정되었다.
2.01 이후의 버전에서 사제 프로그램을 실행하는 방법은 버그가 있는 UMD 게임을 사용하는 것 외에는 발견되지 않았으나, 최근에 SCE의 PSP 수리방식(특수한 배터리)을 역이용하여 사제 프로그램을 실행할 수 있게 되었다. 버그가 있는 UMD 게임은 《Grand Theft Auto: Liberty City Stories》와 《LUMINES》가 있다.
사제 프로그램을 쉽게 동작시킬 수 있도록 하는 "커스텀 펌웨어"가 등장하고, 이를 설치하기 위해 버그가 있는 UMD 게임으로 "다운그레이드"를 할 수 있는 프로그램이 개발되자 이들 게임들은 버그를 개선하여 곧바로 새로운 펌웨어를 요구하도록 재발매되었다.
또한 기계 자체 결함인 TIFF 익스플로잇을 이용한 펌웨어 다운그레이드 프로그램도 나왔다.
소니에서는 지속적으로 펌웨이트를 업데이트하며, 웹 브라우저나 새로운 동영상 포맷의 지원과 같은 새로운 기능으로 사용자의 펌웨어 업데이트를 유도하고 있다. 또한, 신규 게임들에서는 새로운 버전의 펌웨어를 설치해야 동작이 가능한 게임이 발매되고 있다. 《메탈 기어 AC!D 2》와 《몬스터 헌터 포터블》과 같은 게임들은 펌웨어 2.00 이상의 PSP에서만 동작하며, 2006년 1월 19일 대한민국에 발매된 《EXIT》는 펌웨어 2.50 이상에서 동작한다. 또한 시장에서 판매되는 PSP 하드웨어의 펌웨어 버전 역시 신규 버전으로 변뎡되었으며, 예로서 대한민국에 발매된 화이트 밸류 팩은 2.50 버전의 펌웨어가 설치되었다.

### 트로이 목마
2005년 10월 2일, "PSP Team"이라는 이름의 사용자가 펌웨어 다운그레이더라고 주장하는 사제 프로그램을 배포하였다. 그러나 이 프로그램은 PSP의 펌웨어와 바이오스를 파괴하는 동작을 수행하는 트로이 목마 프로그램이다. 이 프로그램을 실행한 PSP는 시동이 불가능한 "벽돌"이 되어 버리기 때문에 이 프로그램은 PSPBrick이라는 이름이 붙게 되었다. 이 프로그램의 배포 이후 PSP용 사제 프로그램을 다루는 많은 사이트들은 모든 프로그램에 대해 안전한지 확인을 하게 되었다. 노턴 안티바이러스 프로그램에서는 이 프로그램을 Trojan.PSPBrick 라는 이름의 트로이 목마로 분류하여 검출한다.
노턴 안티바이러스 프로그램은 toc2rta TIFF 버그를 이용하는 프로그램(올바른 펌웨어 다운그레이더와 EBOOT 로더 포함)을 모두 트로이 목마로 분류하고 있어 트로이 목마와 올바른 프로그램을 구별할 수 없다.

### 서태지 에디션
일본에서는 서태지 특별판으로 당시 서태지 7집의 라이브 콘서트 영상이 탑재된 1000세트 한정판을 발매한 적이 있다. 이 제품은 */1000 식으로 고유한 구별번호가 있어 소장가치를 높였고 태지브릭이라는 서태지 캐릭터 인형도 들어있다. 구별번호 0번은 서태지가 직접 소장한다고 제조사 측은 밝혔다.

## 같이 보기
- 플레이스테이션 비타
- PS one
- PSP Go